# Mallophthiria lanata
Mallophthiria lanata är en tvåvingeart som beskrevs av Edwards 1930. Mallophthiria lanata ingår i släktet Mallophthiria och familjen svävflugor. Inga underarter finns listade i Catalogue of Life.